# Ersfjorden

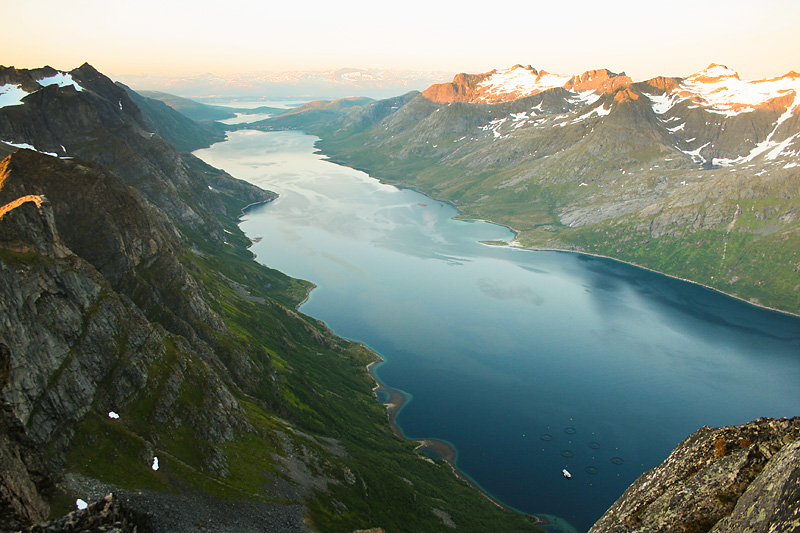
Ersfjorden sedd från Skamtinden.

Ersfjorden är en fjord på Kvaløya i Tromsø kommun i Troms. Den är 12 km lång och börjar på västsidan av Kvaløya där Håjafjorden och Sessøyfjorden möts. Norr om inloppet ligger fjället Skamtinden (883 m ö.h.). Längst in i fjorden ligger byn Ersfjordbotn.